# Seznam poljskih pianistov
Seznam poljskih pianistov.

## B
- Rafał Blechacz

## C
- Frédéric Chopin

## D
- Joanna Domańska
- Artur Dutkiewicz

## E
- Stanislav Echsner
- Severin Eisenberger
- Jan Ekier
- Róża Etkin-Moszkowska

## F
- Julian Fontana
- Ignaz Friedman

## G
- Kazimierz Gierżod

## H
- Adam Harasiewicz
- Piotr Hertel

## J
- Andrzej Jasiński

## K
- Jozef Kapustka
- Waldemar Kazanecki
- Raoul Koczalski
- Krzysztof Komeda
- Krzysztof Książek

## L
- Theodor Leschetizky

## M
- Witold Małcużyński
- Czesław Marek
- Krzysztof Meyer
- Aleksander Michałowski

## N
- Szymon Nehring
- Zygmunt Noskowski

## O
- Janusz Olejniczak

## P
- Ignacy Jan Paderewski

## R
- Karol Radziwonowicz
- Ludomir Różycki

## S
- Regina Smendzianka
- Antoni Stolpe
- Władysław Szpilman
- Stanisław Szpinalski
- Celina Szymanowska (por. Mickiewiczowa) (1812–1855) (polj.-fr.)
- Maria Szymanowska (née Marianna Agata Wołowska) (1789–1831)
- Karol Szymanowski

## T
- Alexandre Tansman
- Carl Tausig

## U
- Eugenia Umińska

## Z
- Aleksander Zarzycki
- Krystian Zimerman

## Ż
- Władysław Żeleński
- Jerzy Żurawlew (1886-1980)
- Wojciech Żywny